# Incendi a la subestació de Maragall
L'incendi a la subestació de Maragall va succeir el 23 de juliol de 2007, provocant l'apagada elèctrica més gran de la història de la ciutat de Barcelona, deixant sense servei elèctric a més de 300.000 usuaris durant més de 56 hores. L'incendi va afectar la subestació elèctrica, compartida per Red Eléctrica de España (REE) i Fecsa-Endesa, situada a la cruïlla del passeig de Maragall i el carrer d'Escornalbou de Barcelona.

## Causa de l'incendi
La caiguda d'un cable elèctric d'alta tensió a la subestació elèctrica de Collblanc va afectar diverses subestacions i va provocar l'incendi de la sala GIS (Gas Insulated Substation, o Subestació aïllada amb gas, en català) de la subestació Maragall. El fet que la xarxa d'alta tensió de la ciutat no estava suficientment mallada, va deixar més de 300.000 usuaris sense servei elèctric. La causa concreta de l'incendi va ser una fallada en l'aïllament d'un cable de 220 kV, propietat de REE, que unia les subestacions d'Urgell i Maragall.

## Extinció
L'incendi es va declarar cap a les 11 hores. El fum va obligar a desallotjar dues finques veïnes. Quan l'extinció ja es podia fer en condicions de seguretat, cap a les 13:30 hores, els bombers de Barcelona van extingir les flames, que van afectar la zona d'interruptors de la sala GIS, d'uns 400 m².

## Resposta provisional
L'alta complexitat que representava la reparació de l'avaria, que es va allargar fins al març del 2008, va suposar que REE, responsable del transport de l'energia en alta tensió, va connectar provisionalment una línia de cable de 220 kV fins a la subestació de Maragall, i Fecsa-Endesa, responsable de la xarxa de distribució, va tirar línies de mitja tensió entre les diferents subestacions, a més de distribuir nombrosos generadors elèctrics per les zones afectades per l'apagada.

## Conseqüències
Com a resposta a l'incendi, la Generalitat de Catalunya va aprovar el 23 de desembre de 2008 la Llei de garantia i qualitat del subministrament elèctric, i va imposar multes per infracció molt greu d'11 milions d'euros a REE i de 10 milions d'euros a Fecsa-Endesa. A més, Fecsa-Endesa va haver de pagar 40 milions d'euros d'indemnitzacions a uns 80.000 afectats que van presentar denúncia.